# Kasba

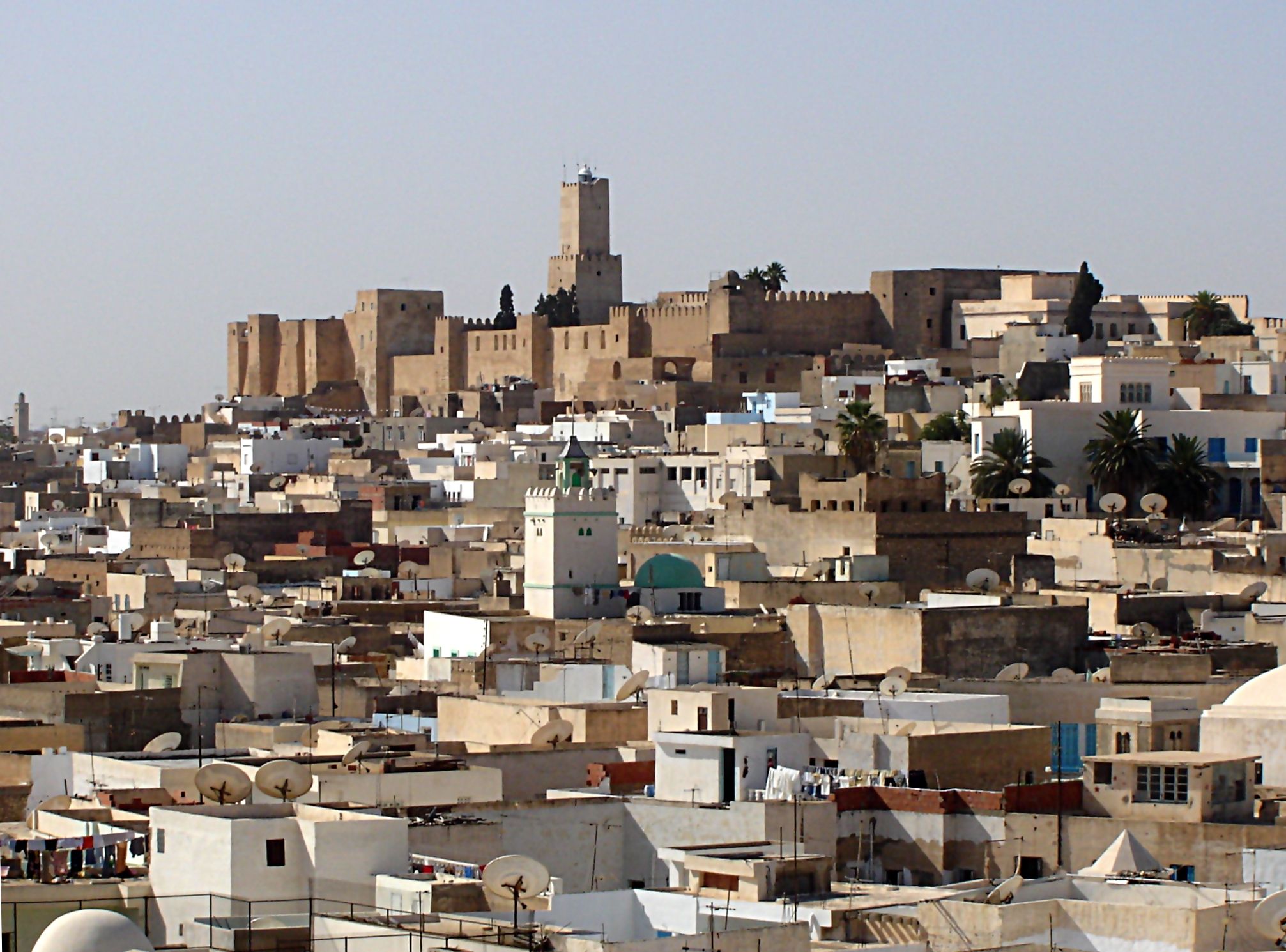
Kasba, Susa, Tunezja

Kasba, kasaba (arab. ‏قصبة‎, qaṣaba) – forteca, ufortyfikowany zespół obronny górujący nad miastem, który można spotkać w Afryce Północnej (np. w Algierze).
W obszarze obwarowań kasby mieścił się pałac władcy (np. beja), magazyny, w których gromadzono zapasy na wypadek oblężenia oraz koszary dla załogi.
Nazwa ta określa również ciasno zabudowaną dzielnicę przylegającą do wzgórza, na którym usytuowano umocnienia obronne.
Kasbą określa się także dzielnice lub części miast w Afryce zamieszkałe w całości lub znacznej części przez rodziny arabskie.